# جون دانيال بيرغن
جون دانيال بيرغن (بالإنجليزية: John Daniel Bergin)‏ هو طبيب أعصاب نيوزيلندي، ولد في 17 يناير 1921، وتوفي في 22 يوليو 1995.